# 1477
1477 (MCDLXXVII) a fost un an comun al calendarului iulian, care a început într-o zi de miercuri.

## Evenimente
- noiembrie: Ștefan cel Mare înfrânge oastea munteană condusă de Laiotă Basarab.

## Nașteri
- 25 ianuarie: Anne de Bretania  (d. 1514)
- dată necunoscută: Malik Muhammad Jayasi poet indian (d. 1542)
- dată necunoscută: Ștefan Báthory de Șimleu  (d. 1534)

## Decese
- 5 ianuarie: Carol Temerarul  (n. 1433)
- 26 decembrie: Galeazzo Maria Sforza  (n. 1444)
- dată necunoscută: Georgios Sphrantzes  (n. 1401)
- 19 decembrie: Maria de Mangop  (n. ?)
- dată necunoscută: Nicolae de Ujlak  (n. 1410)
- dată necunoscută: Ladislau de Kanizsa  (n. ?)
- 18 noiembrie: Teoctist I (mitropolit al Moldovei)  (n. 1410)
- 22 decembrie: Ioan Pongracz de Dindeleag  (n. 1426)